# 寶文街8號
寶文街8號（英語：8 Po Man Street），是位於香港香港島東區筲箕灣的一個屋苑，也是香港房屋協會轄下的一個市區改善計劃屋苑，鄰近筲箕灣站和其上蓋物業峻峰花園，1981年落成入伙。該住宅只有一座，樓高五層，一梯兩伙，前身為該區舊樓，其後港府收回業權及交予房協重建。1981年12月2日，房協正式開始發售該住宅，單位實用面積分221及236平方英尺兩種，售價介乎255,600至300,600港元。不過，適逢香港樓市因前途問題而轉差，導致住宅單位滯銷，在翌年4月尾只出售了三成單位。現時單位跟其他市區改善計劃樓宇一樣，可以透過自由市場公開發售，並無任何申請資格和轉讓限制。

## 途經之公共交通服務
港鐵
- █  港島綫：筲箕灣站C出口

電車
- 筲箕灣總站

## 鄰近
- 峻峰花園
- 筲箕灣東大街
- 筲箕灣巴士總站
- 筲箕灣城隍廟
- 明華大廈

## 外部連結
- 寶文街8號 （页面存档备份，存于），香港房屋協會